# 都麻都比売神社
都麻都比売神社（つまつひめじんじゃ）は、紀伊国名草郡の式内社（名神大社）。

## 概要
延長5年（927年）成立の『延喜式』神名帳で紀伊国名草郡に「都麻都比売神社 名神大 月次新嘗」と記載された式内社（名神大社）で、和歌山県和歌山市内の次の三社が比定の論社とされている。
1. 都麻津姫神社 （和歌山市吉礼） - 旧村社。
2. 都麻都姫神社 （和歌山市平尾）
3. 髙積神社 （和歌山市禰宜、北緯34度14分5.04秒 東経135度15分41.42秒） - 式内社「高積比古神社」「高積比売神社」の論社でもある。旧村社。　→ 高積神社を参照。

### 祭神
伊太祁曽三神の略系図（表記は『日本書紀』による）
|                           |                           |                           |                           |                           |                           | 素戔嗚尊 （須佐神社）         |                               |                               |                               |                               |                               |                             |                             |                             |                             |                             |                             |
|                           |                           |                           |                           |                           |                           |                               |                               |                               |                               |                               |                               |                             |                             |                             |                             |                             |                             |
|                           |                           |                           |                           |                           |                           |                               |                               |                               |                               |                               |                               |                             |                             |                             |                             |                             |                             |
| 五十猛命 （伊太祁曽神社） | 五十猛命 （伊太祁曽神社） | 五十猛命 （伊太祁曽神社） | 五十猛命 （伊太祁曽神社） | 五十猛命 （伊太祁曽神社） | 五十猛命 （伊太祁曽神社） | 大屋津姫命 （大屋都比売神社） | 大屋津姫命 （大屋都比売神社） | 大屋津姫命 （大屋都比売神社） | 大屋津姫命 （大屋都比売神社） | 大屋津姫命 （大屋都比売神社） | 大屋津姫命 （大屋都比売神社） | 枛津姫命 （都麻都比売神社） | 枛津姫命 （都麻都比売神社） | 枛津姫命 （都麻都比売神社） | 枛津姫命 （都麻都比売神社） | 枛津姫命 （都麻都比売神社） | 枛津姫命 （都麻都比売神社） |

社名に見えるようにツマツヒメ（都麻都比売命、抓津姫命）を祭神に祀る神社とされる。
ツマツヒメについて、『日本書紀』では一書として素戔嗚尊の娘神であると記載されている。また、ツマツヒメの兄神には五十猛命（イソタケル/イタケル）、姉神に大屋都姫命（オオヤツヒメ）があり、両神はそれぞれ伊太祁曽神社（和歌山市伊太祈曽）、大屋都姫神社（和歌山市宇田森）に祀られている。これら3神は紀伊国に木種をもたらした神であるといい、紀伊では「伊太祁曽三神」と総称されている。

### 歴史

#### 概史
史料の初見は『続日本紀』大宝2年（702年）の記事で、伊太祁曽・大屋都比売・都麻都比売3社を分遷したという記事である。
『新抄格勅符抄』大同元年（806年）牒では、紀伊国の「都麻頭比売神」に対して13戸が給されている。関連して、承平年間（931年-938年）頃の『和名類聚抄』では紀伊国名草郡に「津麻（津摩）郷」が見えるが、これは「津麻神戸」を意味するとされる。
神階としては、貞観元年（859年）に伊太祁曽神・大屋都比売神とともに「神都摩都比売神」として従四位下に昇った。
延長5年（927年）成立の『延喜式』神名帳では紀伊国名草郡に「都麻都比売神社 名神大 月次新嘗」として、名神大社に列するとともに月次祭・新嘗祭で幣帛に預かった旨が記載されている。『紀伊国神名帳』では天神として「従四位上 都摩都比売大神」と記載されており、正一位に昇った伊太祁曽大神とは神階が開いた。なお、同帳では関連して「従四位下 妻都比咩大神」の記載も見える。
以降の歴史は明らかでなく、上記の神社がいずれにあたるかは諸説がある。

#### 神階
- 六国史における神階奉叙の記録
  - 貞観元年（859年）正月27日、従五位下勲八等から従四位下勲八等 （『日本三代実録』） - 表記は「神都摩都比売神」。
- 六国史以後
  - 従一位上 （『紀伊国神名帳』） - 表記は「都摩都比売大神」。「従四位上」の誤記か。

### 考証
式内社「都麻都比売神社」の比定は、現在も定かでない。古くは『紀伊国名所図会』や『南紀神社録』（延享3年（1746年））では山東の都麻津姫神社（吉礼、(1)）に比定する。
また『紀伊続風土記』では、『南紀神社録』等でいわれる山東の都麻津姫神社(1)とは本来「吉礼津比売命」を祀るとしている。吉礼津比売命は『紀伊国神名帳』に「従五位下 吉礼津姫神」として見える。加えて『続風土記』では、「都麻都比売神社」として平尾の妻大明神社（現・都麻都姫神社、(2)）をあてる説を挙げる。
これらの説の一方、日前神宮・國懸神宮と和佐荘との間で起こった水論（日前国懸神宮と高大明神の用水相論）での永享5年（1433年）の言上状では、高積神社(3)が古くは日前宮の地にあったといい、のちに鎮座地を移って山東、のち和佐山へと遷座したとする伝を載せている。この伝には『続日本紀』大宝2年（702年）の記事とも一致が見られることから、『続風土記』では高積神社が都麻都比売神社である可能性が高いとしている。

## 都麻津姫神社 (和歌山市吉礼)
都麻津姫神社（つまつひめじんじゃ）は、和歌山県和歌山市吉礼にある神社。式内社（名神大社）論社で、旧社格は村社。

### 祭神
主祭神
- 都麻津姫命
- 相殿：吉礼津姫命

配祀神
- 左殿：五十猛命
- 右殿：大屋津姫命

### 歴史
紀伊国名草郡の名神大社「都麻都比売神社」の論社。『紀伊国名所図会』や『南紀神社録』（延享3年（1746年））ではこれを当社に比定する。一方『続風土記』ではこれを否定し、当社は『紀伊国神名帳』に見える「従五位下 吉礼津姫神」を祀る神社であるとし、都麻都比売神を高積神社に比定する。
神社明細帳によれば、当社は江戸時代に式内社「都麻津姫神社」として奉斎されたが、明治に入り「吉礼津姫神社」に改称した。明治6年（1873年）に旧社格において村社に列した。その後、昭和21年（1946年）に旧称の「都麻津姫神社」に復し現在に至っている。

### 摂末社

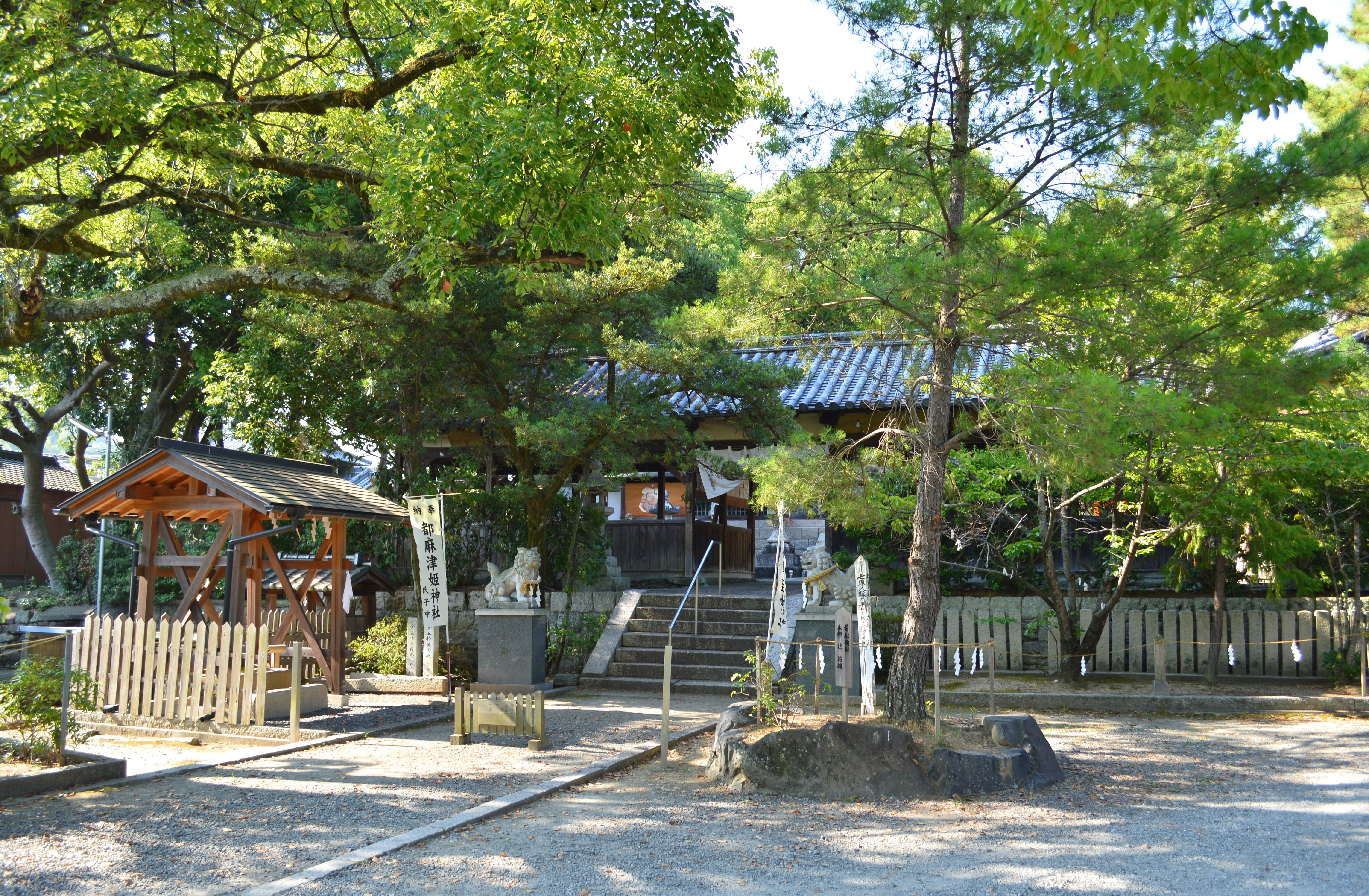
境内
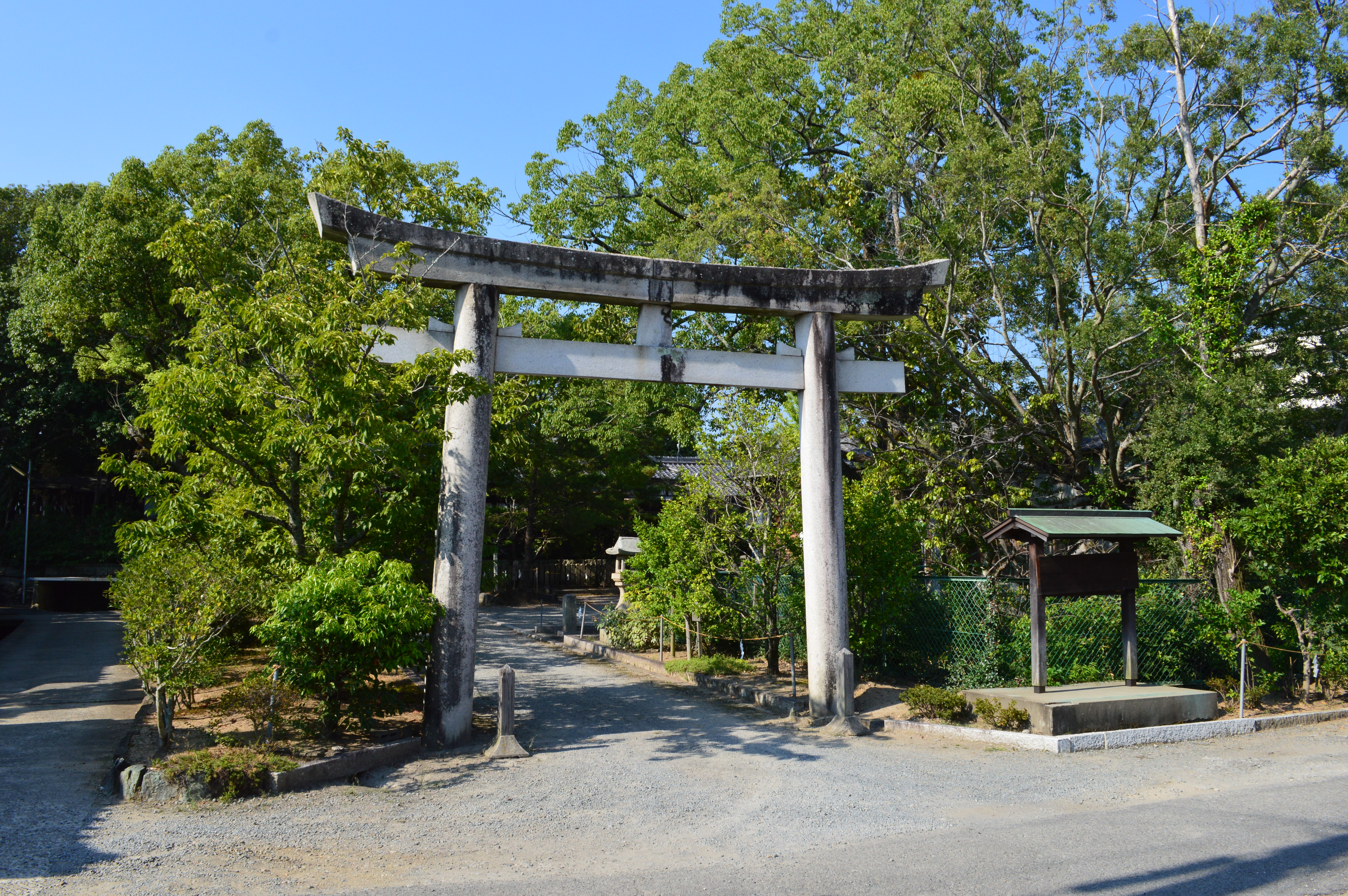
鳥居

- 稲荷神社[4]
- 弁財天社
- 祇園社
- 合祀社
- 川御前社
- 御霊社
- 祖甫社

- 境内
- 鳥居

## 都麻都姫神社 (和歌山市平尾)
都麻都姫神社（つまつひめじんじゃ、都麻津姫神社）は、和歌山県和歌山市平尾にある神社。式内社（名神大社）論社。熊野古道の平緒王子社跡に接する。

### 祭神
- 都麻津姫命

### 歴史
紀伊国名草郡の名神大社「都麻都比売神社」の論社。『続風土記』では当社をこれに比定する説を挙げ、加えて『紀伊国神名帳』の「従四位下 妻都比咩大神」に比定する説を挙げる。
社名は『続風土記』では「妻大明神社」、『紀伊国名所図会』では「妻御前社」とある。『続風土記』によれば、かつて境内は2町半あり社殿も荘厳であったというが、天正の兵乱で荒廃、豊臣秀長の再興もあったが衰微したという。現在は6段あまりの境内に小祠が鎮座する。境内には元文5年（1740年）の石燈籠2基が立つ。
なお『寛永記』によれば、かつて正月朔日・10月初亥日・11月初巳日には伊太祁曽神社の社人が当社に出仕したという。